# Morti nel 1988/Settembre
| Questa pagina contiene informazioni ricavate automaticamente dalle voci biografiche con l'ausilio del template Bio e di un bot. L'aggiornamento è periodico e automatico e ricostruisce completamente la pagina. Se manca una persona in questa lista, sei pregato di non aggiungerla, ma accertati piuttosto che la sua voce biografica contenga il template Bio e che i dati anagrafici siano correttamente compilati. Se il template Bio manca, inseriscilo tu stesso o, in alternativa, metti l'avviso {{tmp\|Bio}} che ne segnala la mancanza. Se i dati riportati sono sbagliati, correggi direttamente la voce biografica; le modifiche saranno visibili in questa lista entro pochi giorni. Per chiarimenti vedi il progetto biografie. La lista contiene solo le 99 persone che sono citate nell'enciclopedia e per le quali è stato implementato correttamente il template Bio. Pagina aggiornata al 3 mar 2024. |

- 1º settembre - Luis Álvarez, fisico statunitense (n. 1911)
- 1º settembre - Glauco Gottardi, geologo italiano (n. 1928)
- 1º settembre - Hugh Hunt, scenografo statunitense (n. 1902)
- 1º settembre - Esmeralda Ruspoli, attrice e pittrice italiana (n. 1928)
- 1º settembre - Leonor Sullivan, politica statunitense (n. 1902)
- 2 settembre - Gabriele Patriarca, pittore italiano (n. 1916)
- 3 settembre - Ferenc Sas, calciatore ungherese (n. 1915)
- 3 settembre - Richard Torriani, hockeista su ghiaccio, slittinista e allenatore di hockey su ghiaccio svizzero (n. 1911)
- 4 settembre - Dick Clark, cestista statunitense (n. 1944)
- 4 settembre - Leonard Huxley, fisico australiano (n. 1902)
- 5 settembre - Lawrence Brown, trombonista statunitense (n. 1907)
- 5 settembre - Luciano Budigna, poeta, critico d'arte e traduttore italiano (n. 1924)
- 5 settembre - Gert Fröbe, attore e cabarettista tedesco (n. 1913)
- 5 settembre - Giuseppe Garlato, politico italiano (n. 1896)
- 5 settembre - Vasco Lenzi, calciatore e allenatore di calcio italiano (n. 1909)
- 5 settembre - Giacomo Mosso, ingegnere aeronautico italiano (n. 1903)
- 6 settembre - Harold Rosson, direttore della fotografia statunitense (n. 1895)
- 6 settembre - Vojtěch Věchet, calciatore cecoslovacco (n. 1912)
- 7 settembre - Pietro Conti, politico italiano (n. 1928)
- 7 settembre - Raymond Dubly, calciatore francese (n. 1893)
- 7 settembre - Vivi Janiss, attrice statunitense (n. 1911)
- 7 settembre - Thelma Payne, tuffatrice e nuotatrice statunitense (n. 1896)
- 8 settembre - Tommaso Gnone, pittore e incisore italiano (n. 1906)
- 8 settembre - Mandrake, cantante e percussionista brasiliano (n. 1934)
- 9 settembre - Maisie Carr, ecologo e botanica australiana (n. 1912)
- 9 settembre - Felice Filippini, scrittore, pittore e traduttore svizzero (n. 1917)
- 10 settembre - Ghulam Qadir Khan, principe e politico pakistano (n. 1920)
- 10 settembre - Antônio de Aragão Campelo, vescovo cattolico brasiliano (n. 1904)
- 10 settembre - Virginia Satir, psicoterapeuta statunitense (n. 1916)
- 10 settembre - Joaquim Pedro de Andrade, regista e sceneggiatore brasiliano (n. 1932)
- 11 settembre - Vincas Bartuška, calciatore lituano (n. 1901)
- 11 settembre - Wilhelm Batz, aviatore tedesco (n. 1916)
- 11 settembre - Roger Hargreaves, scrittore e illustratore britannico (n. 1935)
- 11 settembre - Giuseppe Lanza, scrittore, drammaturgo e critico teatrale italiano (n. 1900)
- 12 settembre - Emanuele Casamassima, bibliotecario e paleografo italiano (n. 1916)
- 12 settembre - Stephen B. Grimes, scenografo statunitense (n. 1927)
- 12 settembre - Bill Mitchell, designer statunitense (n. 1912)
- 12 settembre - Lauris Norstad, generale statunitense (n. 1907)
- 13 settembre - Gerd Hornberger, velocista tedesco (n. 1910)
- 13 settembre - Christian Kampmann, scrittore e giornalista danese (n. 1939)
- 14 settembre - Alberto Giacomelli, magistrato italiano (n. 1919)
- 15 settembre - Roberto Copernico, dirigente sportivo e allenatore di calcio italiano (n. 1904)
- 15 settembre - Vasilij Pavlovič Mžavanadze, politico sovietico (n. 1902)
- 15 settembre - Jean Sacha, montatore, regista e sceneggiatore francese (n. 1912)
- 16 settembre - Ciccio Errigo, poeta italiano (n. 1904)
- 16 settembre - Richard Paul Lohse, pittore svizzero (n. 1902)
- 16 settembre - Gabriel Stanislaw Morvay, artista, pittore e scrittore polacco (n. 1934)
- 16 settembre - Dick Pym, calciatore inglese (n. 1893)
- 17 settembre - Hilde Güden, soprano austriaco (n. 1917)
- 17 settembre - Giorgio Bernardi, arbitro di calcio italiano (n. 1912)
- 17 settembre - Emment Kapengwe, calciatore zambiano (n. 1943)
- 18 settembre - David Dodd, economista e imprenditore statunitense (n. 1895)
- 18 settembre - Ernestine Jones, attrice statunitense (n. 1912)
- 18 settembre - Mohammad-Hossein Shahriar, poeta iraniano (n. 1906)
- 19 settembre - Călin Alupi, pittore rumeno (n. 1906)
- 19 settembre - Enrico Cerulli, diplomatico e linguista italiano (n. 1898)
- 20 settembre - Tim Davis, percussionista e cantautore statunitense (n. 1943)
- 20 settembre - Agostino Gamba, arbitro di calcio, dirigente sportivo e calciatore italiano (n. 1904)
- 20 settembre - Roy Kinnear, attore britannico (n. 1934)
- 20 settembre - Tibor Sekelj, scrittore, esploratore e esperantista jugoslavo (n. 1912)
- 21 settembre - André Hurtevent, allenatore di calcio e calciatore francese (n. 1906)
- 21 settembre - Henry Koster, regista e sceneggiatore tedesco (n. 1905)
- 21 settembre - Aurel Milloss, danzatore e coreografo ungherese (n. 1906)
- 22 settembre - Maximilien de Fürstenberg, cardinale e arcivescovo cattolico belga (n. 1904)
- 22 settembre - Josif Kricheli, compositore di scacchi georgiano (n. 1931)
- 23 settembre - Roberto Cimetta, attore e regista italiano (n. 1949)
- 24 settembre - Klaus Alakoski, militare e aviatore finlandese (n. 1921)
- 24 settembre - Pietro Verri, generale italiano (n. 1908)
- 25 settembre - Antonino Saetta, magistrato italiano (n. 1922)
- 26 settembre - Bruce Haack, compositore e produttore discografico canadese (n. 1931)
- 26 settembre - Giovanni Orsomando, compositore e direttore di banda italiano (n. 1895)
- 26 settembre - Mauro Rostagno, sociologo, giornalista e attivista italiano (n. 1942)
- 26 settembre - Paolo Spriano, storico e saggista italiano (n. 1925)
- 26 settembre - Branko Zebec, allenatore di calcio e calciatore jugoslavo (n. 1929)
- 27 settembre - Nicola Angelucci, avvocato e politico italiano (n. 1895)
- 27 settembre - Teofilo Camomot Bastida, arcivescovo cattolico filippino (n. 1914)
- 27 settembre - Giorgio Candeloro, storico italiano (n. 1909)
- 27 settembre - Stefano Dal Lago, hockeista su pista italiano (n. 1964)
- 27 settembre - Willis Edwards, calciatore e allenatore di calcio inglese (n. 1903)
- 27 settembre - Natale Mosconi, arcivescovo cattolico italiano (n. 1904)
- 27 settembre - David Nelson, allenatore di calcio e calciatore scozzese (n. 1918)
- 27 settembre - Paolo Sica, architetto e urbanista italiano (n. 1935)
- 28 settembre - Giovanni Bontate, mafioso italiano (n. 1946)
- 28 settembre - Marcello Conversi, fisico e informatico italiano (n. 1917)
- 28 settembre - Aleksandr Goldstein, compositore di scacchi polacco (n. 1911)
- 28 settembre - Ethel Grandin, attrice statunitense (n. 1894)
- 28 settembre - Antonio Orlando, attore italiano (n. 1960)
- 29 settembre - Charles Addams, fumettista statunitense (n. 1912)
- 29 settembre - Alberto Gattoni, politico italiano (n. 1911)
- 29 settembre - Raúl Landini, pugile argentino (n. 1909)
- 29 settembre - Franco Momigliano, antifascista, partigiano e economista italiano (n. 1916)
- 29 settembre - Saverio Turiello, pugile italiano (n. 1910)
- 30 settembre - Fernando Bassoli, politico italiano (n. 1907)
- 30 settembre - Vicente Beltrán Anglada, scrittore e teosofo spagnolo (n. 1915)
- 30 settembre - Chick Chandler, attore statunitense (n. 1905)
- 30 settembre - Al Holbert, pilota automobilistico statunitense (n. 1946)
- 30 settembre - David E. Satterfield III, politico statunitense (n. 1920)
- 30 settembre - Joseph Sullivan, hockeista su ghiaccio canadese (n. 1901)
- 30 settembre - Trường Chinh, politico vietnamita (n. 1907)